# Ronde van Turkije
De Ronde van Turkije, op de UCI-kalender vermeld als Presidential Cycling Tour of Turkey, is een meerdaagse wielerwedstrijd in Turkije, die sinds 2000 wordt georganiseerd in de maand april. Tot en met 2017 maakte de koers onderdeel uit van de UCI Europe Tour, maar in 2018 werd zij gepromoveerd naar de UCI World Tour. In 2021 echter zat de koers in de UCI ProSeries.

## Lijst van winnaars

### Meervoudige winnaars
| Overwinningen | Renner         | Land    | Jaren      |
| ------------- | -------------- | ------- | ---------- |
| 2             | Mert Mutlu     | Turkije | 2001, 2003 |
| 2             | Ghader Mizbani | Iran    | 2002, 2006 |

### Overwinningen per land
| Overwinningen | Land |
| ------------- | --- |
| 3             | Spanje, Iran |
| 2             | Italië, Kazachstan, Turkije, Nederland                                                                                 |
| 1             | Bulgarije, Eritrea, Kazachstan, Kroatië, Nieuw-Zeeland Oostenrijk, Portugal, Rusland, Verenigd Koninkrijk, Zuid-Afrika |

2000 ·
2001 ·
2002 ·
2003 ·
2004 ·
2005 ·
2006 ·
2007 ·
2008 ·
2009 ·
2010 ·
2011 ·
2012 ·
2013 ·
2014 ·
2015 ·
2016 ·
2017 ·
2018 ·
2019 ·
2020 ·
2021 ·
2022 ·
2023 · 2024 · 2025